# Дембіна (Мальборський повіт)
Дембіна (пол. Dębina) — село в Польщі, у гміні Новий Став Мальборського повіту Поморського воєводства.
Населення — 406 осіб (2011).
У 1975-1998 роках село належало до Ельблонзького воєводства.

## Демографія
Демографічна структура станом на 31 березня 2011 року:
|          | Загалом | Допрацездатний вік | Працездатний вік | Постпрацездатний вік |
| -------- | ------- | ------------------ | ---------------- | -------------------- |
| Чоловіки | 205     | 46                 | 134              | 25                   |
| Жінки    | 201     | 45                 | 110              | 46                   |
| Разом    | 406     | 91                 | 244              | 71                   |